# Thomas Arnold (Theologe, 1988)

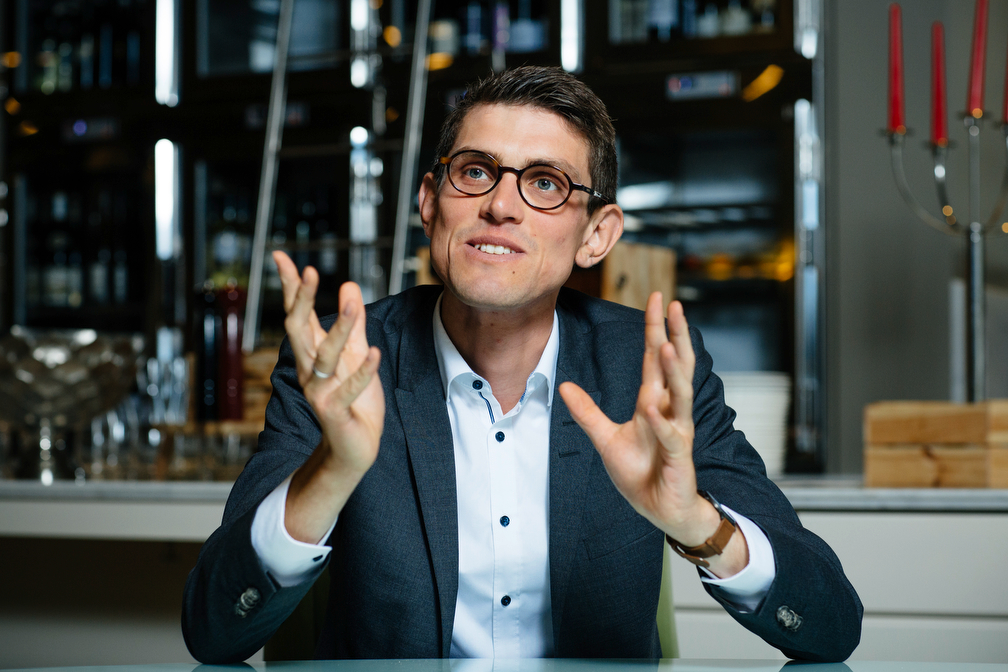
Thomas Arnold 2018

Thomas Arnold (* 27. Januar 1988 in Zwickau) ist ein deutscher römisch-katholischer Theologe und Publizist. Er war bis Anfang 2024 Direktor der Katholischen Akademie des Bistums Dresden-Meißen und ist seitdem Teil des Leitungsstabs im Sächsischen Staatsministerium des Innern.

## Leben
Nach dem Abitur 2006 am Christoph-Graupner-Gymnasium in Kirchberg (Sachsen) und einer Zeit des Postulats und Noviziats bei den Oblaten der Unbefleckten Jungfrau Maria in Hünfeld studierte er von 2008 bis 2012 katholische Theologie und Philosophie an der Philosophisch-Theologischen Hochschule Vallendar und in Bonn. 2010 lebte er für Sprachstudien in Madrid. Im gleichen Jahr verlängerte er seine zeitlichen Gelübde nicht erneut. Den Magisterstudiengang schloss er 2012 ein Jahr vor Ende der Regelstudienzeit mit dem Magister Theologiae ab.
2017 wurde Arnold mit einer pastoral-zeitgeschichtlichen Studie über die Herausforderungen für den Katholizismus im Bistum Dresden-Meißen nach 1945 (Kirchengeschichte) an der Philosophisch-Theologischen Hochschule Vallendar bei Joachim Schmiedl ISch zum Dr. theol. promoviert. Die mit summa cum laude ausgezeichnete Dissertation beschäftigt sich schwerpunktmäßig mit dem Umgang der Kirche mit der Jugendweihe und katholischen Flüchtlingen nach dem Zweiten Weltkrieg. Die Promotion wurde vom Institut für Kirchen- und Kulturgeschichte der Deutschen in Ostmittel- und Südosteuropa e.V. mit einem Stipendium unterstützt.
Von 2012 bis 2013 war Arnold Referent für theologische Grundlagen bei dem Internationalen Katholischen Hilfswerk missio in Aachen, bevor er 2013 bis 2016 Referent des Vorstands und Büroleiter bei Prälat Klaus Krämer bei missio wurde.

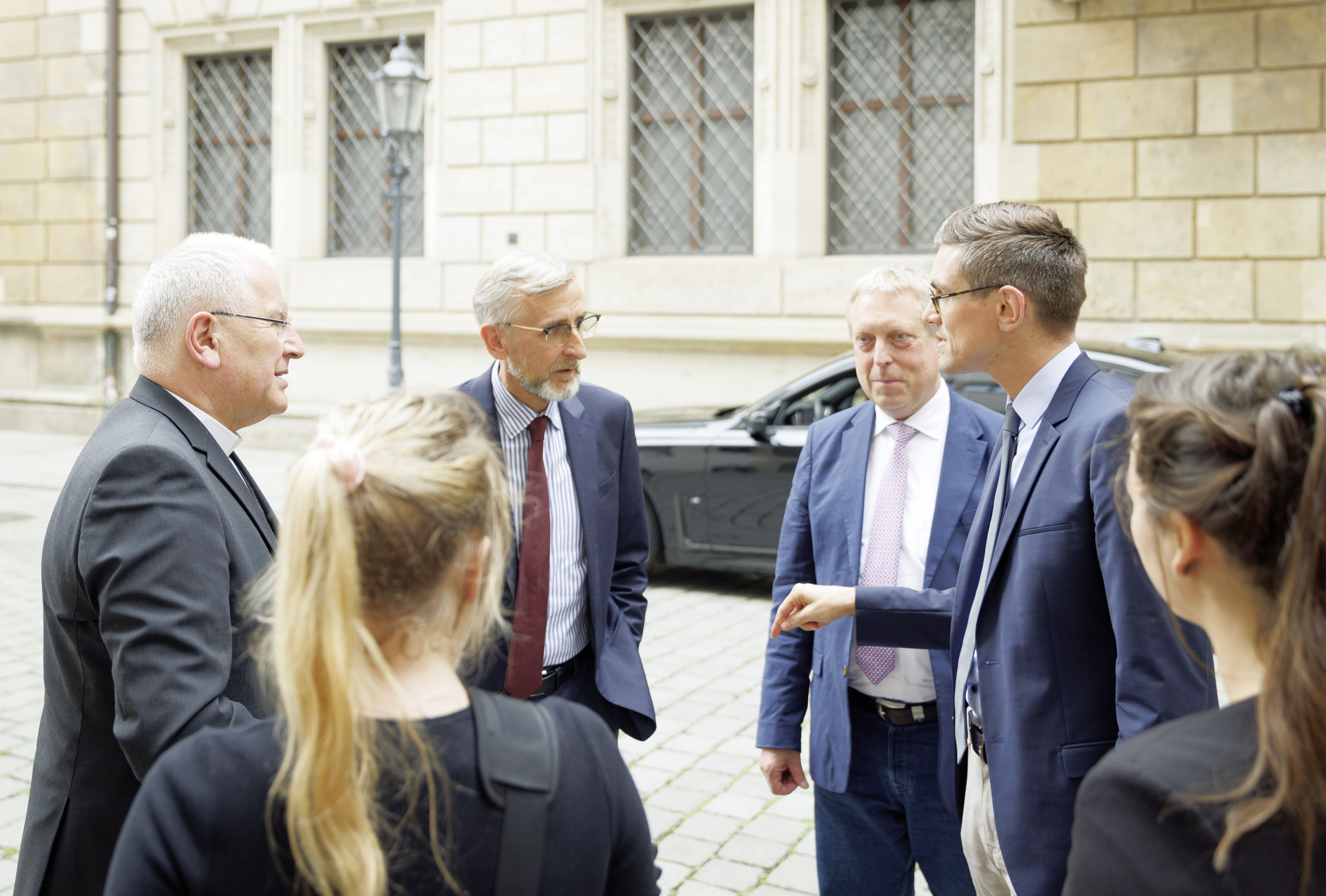
Sachsens Innenminister Armin Schuster besucht die Katholische Akademie und die Malteser sowie Flüchtlinge aus der Ukraine am 8. Juni 2023 im Haus der Kathedrale in Dresden. Hier im Gespräch mit Thomas Arnold (2. v. r.)

Zwischen 2016 und Januar 2024 war Arnold Direktor der Katholischen Akademie des Bistums Dresden-Meißen mit Sitz in Dresden. Zum Zeitpunkt seiner Ernennung war er jüngster Akademiedirektor. Er verantwortete in besonderer Weise Debatten im Spannungsfeld von Kirche und Gesellschaft, vor allem mit Blick auf innerkirchliche Reformthemen und zu Polarisierungstendenzen in der sächsischen Gesellschaft. Auf ihn gehen innovative Formate wie das SachsenSofa, das Café Hoffnung und der Podcast „Mit Herz und Haltung“ zurück.
2019 gehörte Arnold zu jenen 20 Personen, die zu gleichen Teilen von der Bischofskonferenz und dem Zentralkomitee der deutschen Katholiken (ZdK) als Mitglieder des Synodalen Weges benannt wurden. In der ersten Synodalversammlung wurde er von den Synodalen ins Synodalforum 1 – „Macht und Gewaltenteilung in der Kirche – Gemeinsame Teilnahme und Teilhabe am Sendungsauftrag“ gewählt. Dort arbeitete er an den Beschlussvorlagen mit. In der letzten Synodalversammlung (März 2023) wurde Arnold zur Vorbereitung eines Synodalen Rates als einer von zehn in den Synodalen Ausschuss gewählt.

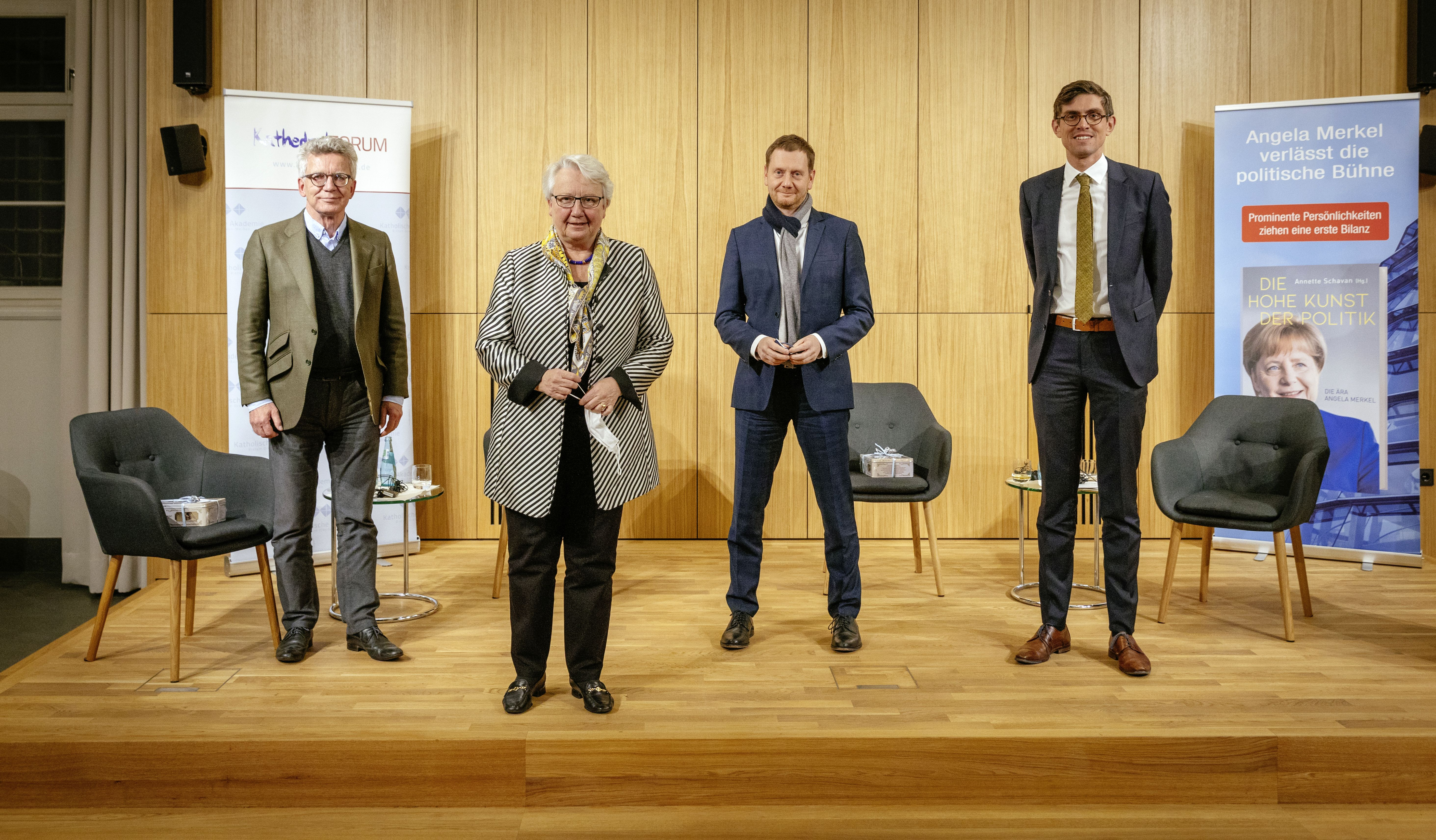
Thomas Arnold als Moderator des Forums „Die Lotsin geht von Bord“ mit Thomas de Maizière, Annette Schavan, Michael Kretschmer am 21. November 2021 im Kathedralforum in Dresden

Seit 2021 ist Arnold Mitglied im Zentralkomitee der deutschen Katholiken und im Sachausschuss für politische und ethische Fragen. Seit 2022 ist er zum Berater in der Kommission VI (Kommission für gesellschaftliche und soziale Fragen) der Deutschen Bischofskonferenz berufen worden. Heinrich Timmerevers berief ihn 2021 zum Mitglied der Bischöflichen Kommission für Medizinethik.
Im Februar 2022 wurde er vom Bundesvorstand der CDU in die Fachkommission „Wertefundament und Grundlagen der CDU“ unter Leitung von Andreas Rödder berufen. Die neunköpfige „Grundwerte-Kommission“ erarbeitete die Grundwertecharta für das neue Parteiprogramm.
2022 begleitete er die Delegation von Bischof Heinrich Timmerevers und Ministerpräsident Michael Kretschmer aus Anlass der Audienz bei Papst Franziskus.
Zum 1. Februar 2024 wechselte Arnold auf eigenen Wunsch von der Katholischen Akademie auf eine Stelle im Leitungsstab des Sächsischen Staatsministeriums des Innern.
Arnold ist unter anderem Mitglied der Gesellschaft Katholischer Publizistinnen und Publizisten Deutschlands (GKP) und der Görres-Gesellschaft. Seine Forschungs- und Interessensschwerpunkte sind kirchliche Zeitgeschichte, Pastoraltheologie und christliche Sozialethik. Seit 2019 hat er Lehraufträge an der Universität Erfurt.

## Gremientätigkeiten
Für die Katholische Erwachsenenbildung in Sachsen (KEBS) ist Arnold seit 2016 tätig, unter anderem als Mitglied des Vorstands. Außerdem ist er Kuratoriumsmitglied für den Innovationspreis Weiterbildung des Sächsischen Staatsministeriums für Kultus und wirkte als Beiratsmitglied für das Förderprogramm „Weltoffenes Sachsen für Demokratie und Toleranz“ des Sächsischen Staatsministeriums für Soziales und gesellschaftlichen Zusammenhalt (2017–2021).
Arnold engagiert sich zudem in der Christlich Demokratischen Arbeitnehmerschaft (CDA) im Landesvorstand.

## Privates
Thomas Arnold ist verheiratet und hat zwei Kinder. Er lebt in Dresden.

## Publikationen
- Matthias Sellmann, Andrea Fleming, Thomas Arnold (Hgg.): Ich glaube an einen Gott, der fehlt. Ermutigungen zu einem geistlichen Leben auf der Höhe der Zeit. St. Benno Verlag, Leipzig 2022, ISBN 978-3-7462-6103-4.
- Thomas Arnold: Mit ihnen Mensch, für sie Christ. Herausforderungen für den Katholizismus im Bistum Dresden-Meißen nach 1945. Eine pastoral-zeitgeschichtliche Studie (= Forschungen und Quellen zur Kirchen- und Kulturgeschichte der Deutschen in Ostmittel- und Südosteuropa; Bd. 52), Köln / Weimar / Wien: Böhlau 2022, ISBN 978-3-412-50415-1.
- Thomas Arnold: Vorwort, in: Kardinal Walter Kasper / Prof. Dr. Wolfgang Huber: Auf welchen Wegen wollen wir gehen? Ökumene heute, hier und in Zukunft. St. Benno Verlag, Leipzig 2021, ISBN 978-3-7462-5881-2.
- Heinrich Timmerevers / Thomas Arnold (Hgg.): Gefährliche Seelenführer? Geistiger und geistlicher Missbrauch (=Herder Korrespondenz Thema). Verlag Herder, Freiburg i. Br. 2020, ISBN 978-3-451-02747-5.
- Thomas Arnold / Michael Meyer (Hgg.): Seht, da ist der Mensch. Und Gott? Herausforderungen missionarischer Spiritualität (= Edition Weltkirche). Matthias-Grünewald-Verlag, Ostfildern 2019, ISBN 978-3-7867-3134-4.
- Thomas Arnold: Einführung, in: Thomas Sternberg, Alexander Gauland: Sorge ums Abendland? Ein Streitgespräch. St. Benno Verlag, Leipzig 2017, ISBN 978-3-7462-4927-8.
- Thomas Arnold, Benedikt Dolzer, Judith Lurweg, Lucia Pfeiffer, Christian Schröder: Firmung vernetzt. Die Welt ist nicht genug – Jugendbuch Handreichung, Verlag Kösel, 2015, ISBN 978-3-466-36929-4 (Jugendbuch) und ISBN 978-3-466-36930-0 (Handreichung).